# 푸아그라

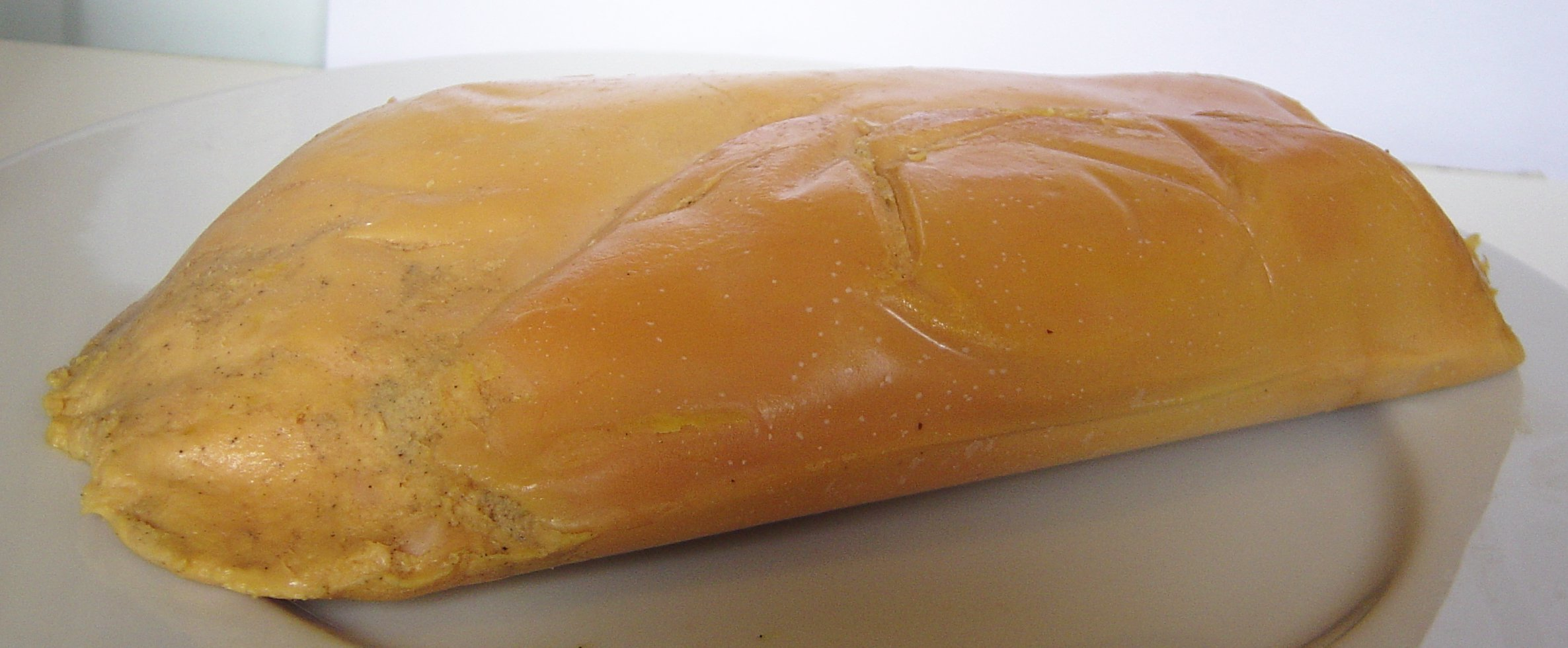
푸아그라의 재료로 사용되는 거위의 간.

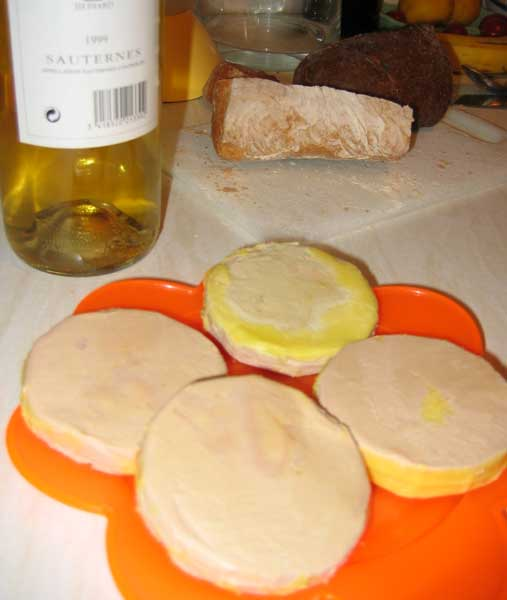
파테 드 푸아그라.

푸아그라(프랑스어: foie gras)는 거위나 오리의 간을 재료로 활용한 대표적인 프랑스 요리이다. 독일에서 유래되었으며, 소의 간을 활용하기도 한다.
푸아그라는 프랑스어로 '살찐 간'이라는 뜻이다. 프랑스의 북동부에 위치한 알자스 지방이 푸아그라의 대표적인 산지로 유명하다. 오래전 알자스 지방으로 이주한 유대인이 거위와 오리를 키우다가 간을 가지고 자연스럽게 만든 요리에서 푸아그라가 비롯되었다.
푸아그라는 일반 음식에 비해 가격이 비싸기 때문에 주로 오르되브르(프랑스식 전채 요리)에 사용하거나 명절에 먹는다. 푸아그라는 캐비어, 트뤼프(송로버섯)과 함께 서양의 3대 진미 중 하나로 꼽힌다.
붉은색이나 약한 노란색을 띠며 아주 부드럽다. 주로 구워 먹거나 와인에 재웠다가 요리해 먹지고, 푸딩으로 만들어 디저트처럼 즐기기도 한다.

## 영양소와 요리 방법
푸아그라는 지방 함량이 높아서 맛이 풍부하고 매우 부드럽다. 푸아그라에 포함된 양질의 단백질, 지질, 비타민 A, 비타민 E, 철, 구리, 코발트, 망간, 인, 칼슘 등은 빈혈이나 스테미너 증강에 좋은 성분이다.
푸아그라는 거위의 간을 그대로 구워서 먹기도 하고, 토스트 위에 얇게 바르거나 수프에 넣어서 먹는 등 다양한 요리법이 존재한다.
푸아그라의 재료는 오리보다 거위의 간을 높게 쳐주며, 거위의 간을 80% 이상 사용한 푸아그라 요리를 '파테 드 푸아그라'라고 하고 거위의 간을 55% 이상 사용한 요리를 '무스(퓨레) 드 푸아그라'라고 한다.

## 비판
자연 상태의 거위에서는 충분한 크기의 간을 얻을 수 없기 때문에 푸아그라 생산자들은 인위적으로 거위의 살을 찌우기도 한다. 거위를 아주 좁은 철창에 가둬 꼼짝할 수 없이 만든 후, 먹이를 토해 내거나 도리질하는 것을 막기 위해 거위의 목을 집게로 고정시킨 후 목에 깔때기가 박힌 튜브를 끼워 기계적으로 먹이를 강제로 목구멍으로 밀어 넣는다. 이렇게 만들어진 거위의 간은 지방이 끼어 간경화를 일으키고, 무게가 1.5 kg~ 2.0kg에 달하게 되어 자연 상태의 10배까지도 무게가 나가게 된다. 이런 생산 방식 때문에 동물 애호가 협회로부터 지속적인 비난과 비판을 받고 있으며, 2006년 미국 시카고와 2022년 미국 뉴욕에서는 푸아그라 판매가 법적으로 금지되기도 하였다.

## 생산 및 판매량
| 국가     | 생산량 (2005년, 단위: 톤) | 전체 중 % (2005년) | 생산량 (2014년, 단위: 톤) | 전체 중 % (2014년) |
| -------- | ------------------------- | ------------------ | ------------------------- | ------------------ |
| 프랑스   | 18,450                    | 78.5%              | 19,608                    | 74.3%              |
| 헝가리   | 1,920                     | 8.2%               | 2,590                     | 10.2%              |
| 불가리아 | 1,500                     | 6.4%               | 2,600                     | 10.2%              |
| 미국     | 340 (2003)                | 1.4%               | 250                       | 0.9%               |
| 캐나다   | 200 (2005)                | 0.9%               | 200                       | 0.8%               |
| 중국     | 150                       | 0.6%               | 500                       | 0.6%               |
| 기타     | 940                       | 4.0%               | 648                       | 1.9%               |
| 전체     | 23,500                    | 100%               | 26,396                    | 100%               |

## 같이 보기
- 프랑스 요리
- 이탈리아 요리
- 미국 요리
- 캐비어
- 트뤼프
- 브리지트 바르도
- 에스카르고

## 참조
1. ↑  National Academies of Sciences, Engineering, and Medicine; Health and Medicine Division; Food and Nutrition Board; Committee to Review the Dietary Reference Intakes for Sodium and Potassium (2019). 〈Chapter 4: Potassium: Dietary Reference Intakes for Adequacy〉.   Oria, Maria; Harrison, Meghan; Stallings, Virginia A. 《Dietary Reference Intakes for Sodium and Potassium》. The National Academies Collection: Reports funded by National Institutes of Health. Washington, DC: National Academies Press (US). 120–121쪽. doi:10.17226/25353. ISBN 978-0-309-48834-1. PMID 30844154. 2024년 12월 5일에 확인함.
2. ↑  United States Food and Drug Administration (2024). “Daily Value on the Nutrition and Supplement Facts Labels”. 《FDA》. 2024년 3월 27일에 원본 문서에서 보존된 문서. 2024년 3월 28일에 확인함.
3. ↑  http://jmagazine.joins.com/newsweek/view/303826
4. ↑  “시카고, 미국서 처음으로 '푸아그라' 판매 금지”. 노컷 뉴스. 2006년 7월 14일.[깨진 링크(과거 내용 찾기)]
5. ↑  “Torture in a tin: Viva! foie-gras fact sheet” (PDF). Viva!. 2014. 2015년 2월 14일에 원본 문서 (PDF)에서 보존된 문서. 2015년 2월 14일에 확인함.
6. 1 2 3 4 5  “China to boost foie gras production”. Xinhua online. 2006년 4월 11일. 2007년 6월 2일에 원본 문서에서 보존된 문서. 2007년 3월 12일에 확인함.
7. 1 2 3 4 5 6 7 8  “Foie gras: world production by country 2014 | Statistic”. 《Statista》 (영어). 2019년 5월 2일에 확인함.
8. ↑  “Foie Gras Food Debate on StarChefs”.
9. ↑  “Bio Clips: L'actualité bioalimentaire” (PDF). Ministry of Agriculture, Fisheries and Food (Quebec)(direction des études économiques et d'appui aux filières). 2008년 2월 28일에 원본 문서 (PDF)에서 보존된 문서. 2008년 2월 28일에 확인함.